# Evelyn Stevens
Evelyn Stevens (Claremont, 9 maggio 1983) è un'ex ciclista su strada e pistard statunitense. Professionista dal 2010 al 2016, ha vinto quattro titoli mondiali su strada nella cronometro a squadre. Ha detenuto il record dell'ora femminile, avendo percorso 47,980 km al velodromo di Colorado Springs.

## Carriera

### Gli esordi e le prime vittorie
Nata in California ma cresciuta nel Massachusetts, frequentò il Dartmouth College a Hanover, nel New Hampshire, ottenendo nel 2005 il Bachelor of Science in Governo e Studi femminili e di genere. Dopo aver conseguito il diploma si trasferì a New York per lavorare come investment banker presso Lehman Brothers; qui rimase per due anni, prima di trovare impiego presso il fondo di investimenti Gleacher Mezzanine. Nel 2007 si era intanto avvicinata per la prima volta al ciclismo (all'università aveva praticato tennis) provando una corsa di ciclocross, e nella primavera seguente aveva partecipato ad una gara a Central Park organizzata dalla Century Road Club Association.

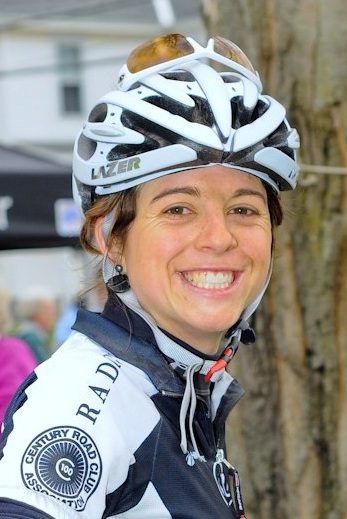
Evelyn Stevens al Tour of the Battenkill 2009

Dopo aver assunto un allenatore privato, nell'aprile 2009 Stevens vinse il Tour of the Battenkill, gara in linea statunitense; due mesi dopo decise così di lasciare New York e l'impiego in Gleacher per intraprendere a tempo pieno la carriera ciclistica. Già in luglio si aggiudicò quindi due importanti competizioni a tappe del calendario statunitense, la Cascade Cycling Classic e la Fitchburg Longsjo Classic, mentre tra agosto e settembre, partecipando al programma nazionale di sviluppo del ciclismo promosso da USA Cycling, vinse una frazione alla Route de France e prese parte ai campionati del mondo di Mendrisio. Al termine dell'anno, passò professionista con il Team HTC-Columbia, la formazione diretta da Bob Stapleton.

### 2010-2014: il professionismo con HTC/Specialized
Nel 2010 vinse il titolo nazionale statunitense Elite a cronometro e la Chrono Gatineau in Canada; cominciò a gareggiare in pianta stabile anche in Europa, partecipando alle gare del Nord, con diversi piazzamenti, e vincendo la tappa di Albese con Cassano al Giro d'Italia. Nel finale di stagione fu anche sesta a cronometro ai campionati del mondo di Melbourne. Nel 2011 si ripeté ai campionati nazionali a cronometro, ottenendo nuovamente il primo posto, e fece sua anche una frazione al Tour de l'Ardèche; si piazzò inoltre seconda sia nella prova a cronometro dei campionati panamericani di Medellín che nel Grand Prix de Plouay, gara di Coppa del mondo.
Nel 2012 passò alla nuova formazione diretta da Kristy Scrymgeour, la Specialized-Lululemon. In stagione conseguì numerosi successi internazionali, affermandosi tra le migliori cicliste al mondo. In febbraio vinse il Tour of New Zealand, poi in primavera si impose nella Freccia Vallone (valida per la Coppa del mondo), battendo in uno sprint a due Marianne Vos, nella Gracia-Orlová e nell'Exergy Tour. In luglio chiuse terza al Giro d'Italia – vinse anche una tappa – e partecipò per la prima volta in carriera ai Giochi olimpici, a Londra, gareggiando nella prova in linea (concluse 24ª). Dopo i Giochi si aggiudicò la Route de France e, con le compagne della Specialized, l'Open de Suède Vargarda TTT e la cronometro a squadre dei campionati del mondo di Valkenburg; si classificò inoltre seconda allo Holland Tour e nella gara mondiale individuale a cronometro, preceduta da Judith Arndt.
Nel 2013, dopo una vittoria di tappa e il secondo posto alla Gracia-Orlová in aprile, si mise in evidenza soprattutto nella seconda parte di stagione: tra giugno e settembre vinse infatti la Philadelphia Cycling Classic e una tappa e la classifica finale del Giro del Trentino, concludendo inoltre quinta al Giro d'Italia, con due secondi posti parziali, e terza alla Route de France. Con la Specialized-Lululemon confermò invece le vittorie nelle cronometro a squadre dell'Open de Suède Vargarda e dei campionati del mondo di Firenze (nella rassegna iridata concluse anche quarta a cronometro e quinta in linea). L'anno dopo conquistò il titolo panamericano a cronometro ai campionati di Puebla de Zaragoza, e la sua seconda Philadelphia Classic; in Europa seppe invece imporsi al Thüringen Rundfahrt, con una vittoria di tappa, e allo Holland Tour, oltre che, per il terzo anno consecutivo, sia all'Open de Suède Vargarda TTT che alla cronosquadre dei campionati del mondo svoltisi a Ponferrada (fu invece bronzo nella prova a cronometro individuale).

### Dal 2015: Boels-Dolmans e il record dell'ora
Nel 2015 viene messa sotto contratto dalla formazione olandese Boels-Dolmans. Con la nuova squadra si classifica terza al Tour of New Zealand e sesta alla Freccia Vallone, e vince la Tour of California Invitational a cronometro. In luglio chiude nona al Giro d'Italia, è poi terza all'Open de Suède Vargarda TTT e seconda alla cronosquadre dei campionati del mondo svoltisi a Richmond, battuta dalle ex compagne della Specialized. Nel finale di stagione comincia i preparativi per il tentativo di record dell'ora, dando l'annuncio ufficiale all'inizio di febbraio 2016. La prova, svolta il 27 febbraio al velodromo di Colorado Springs (un anello in cemento coperto da 333,3 m sito a più di 1800 m di altitudine), ha successo: Stevens mette a referto, con 47,980 km, il nuovo record dell'ora, superando di più di un chilometro i 46,882 km percorsi da Bridie O'Donnell un mese prima.
Dopo il record, comincia la stagione su strada, ancora in maglia Boels-Dolmans: in aprile ottiene alcuni piazzamenti all'Emakumeen Euskal Bira e si classifica seconda alla Freccia Vallone, anticipata da Anna van der Breggen, mentre in maggio conclude terza al Tour of California, evento a tappe valido per il neonato Women's World Tour. È in luglio al Giro d'Italia che coglie invece le prime vittorie stagionali: nella "Corsa rosa" si aggiudica infatti tre tappe su nove, veste la maglia rosa di leader della generale per tre giorni e chiude infine al secondo posto, battuta dalla connazionale e compagna di squadra Megan Guarnier. Dopo il Giro vola in Brasile per i Giochi olimpici di Rio de Janeiro, ottenendo il dodicesimo posto in linea e il decimo a cronometro. Conclude la stagione con la vittoria nella cronometro a squadre dell'evento Vargarda World Tour e con il quarto titolo iridato nella medesima specialità ai campionati del mondo di Doha.
Come preannunciato subito dopo i Giochi di Rio de Janeiro, decide quindi di ritirarsi definitivamente dall'attività all'età di 34 anni.

## Palmarès

### Strada
- 2009[2]

Classifica generale Cascade Cycling Classic
Classifica generale Fitchburg Longsjo Classic
4ª tappa Route de France (Vierzon > Saint-Pourçain-sur-Sioule)
- 2010 (Team HTC-Columbia, cinque vittorie)

3ª tappa Redlands Bicycle Classic (Sunset Road > Sunset Road)
Chrono Gatineau
6ª tappa Nature Valley Grand Prix (Minneapolis)
Campionati statunitensi, Cronometro Elite
7ª tappa Giro Donne (Como > Albese)
- 2011 (HTC-Highroad, tre vittorie)

Köln-Schuld-Frechen
Campionati statunitensi, Cronometro Elite
4ª tappa Tour de l'Ardèche (Saint-Sauveur-de-Montagut > Cruas)
- 2012 (Team Specialized-Lululemon, nove vittorie)

Classifica generale Tour of New Zealand
Freccia Vallone
1ª tappa Gracia-Orlová (Dětmarovice > Štramberk)
Classifica generale Gracia-Orlová
Classifica generale Exergy Tour
3ª tappa Giro d'Italia (Vernio > Castiglione dei Pepoli)
7ª tappa Route de France (Morteau > Planche des Belles Filles)
9ª tappa Route de France (Munster > Munster)
Classifica generale Route de France
- 2013 (Team Specialized-Lululemon, quattro vittorie)

1ª tappa Gracia-Orlová (Dětmarovice > Štramberk)
Philadelphia Cycling Classic
1ª tappa, 2ª semitappa Giro del Trentino (Termon, cronometro)
Classifica generale Giro del Trentino
- 2014 (Specialized-Lululemon, cinque vittorie)

Campionati panamericani, Prova a cronometro
Philadelphia Cycling Classic
4ª tappa Thüringen Rundfahrt (Saalfeld > Saalfeld)
Classifica generale Thüringen Rundfahrt
Classifica generale Holland Tour
- 2015 (Boels-Dolmans Cycling Team, una vittoria)

Tour of California Women's Invitational Time Trial (cronometro)
- 2016 (Boels-Dolmans Cycling Team, tre vittorie)

2ª tappa Giro d'Italia (Tarcento > Montenars)
6ª tappa Giro d'Italia (Andora > Alassio)
7ª tappa Giro d'Italia (Albisola > Varazze, cronometro)

#### Altri successi
- 2010 (Team HTC-Columbia)

1ª tappa Giro della Toscana-Memorial Fanini (Viareggio, cronosquadre)
- 2011 (HTC-Highroad)

2ª tappa Trophée d'Or (Orval, cronosquadre)
- 2012 (Team Specialized-Lululemon)

4ª tappa, 2ª semitappa Energiewacht Tour (Veendam > Oude Pekela, cronosquadre)
Classifica a punti Gracia-Orlová
Open de Suède Vargarda TTT (cronosquadre)
2ª tappa Holland Tour (Dronten, cronosquadre)
Campionati del mondo, Cronometro a squadre
- 2013 (Team Specialized-Lululemon)

Classifica a punti Giro del Trentino
Open de Suède Vargarda TTT (cronosquadre)
1ª tappa Belgium Tour (Warquignies > Angreau, cronosquadre)
2ª tappa Holland Tour (Coevorden, cronosquadre)
Campionati del mondo, Cronometro a squadre
- 2014 (Specialized-Lululemon)

Open de Suède Vargarda TTT (cronosquadre)
Campionati del mondo, Cronometro a squadre
- 2015 (Boels-Dolmans Cycling Team)

1ª tappa Tour of New Zealand (Masterton, cronosquadre)
Classifica scalatrici Tour of Norway
- 2016 (Boels-Dolmans Cycling Team)

Vargarda UCI Women's WorldTour TTT (cronosquadre)

### Pista
- 2016

Record dell'ora (47,980 km)

## Piazzamenti

### Grandi Giri
- Tour de l'Aude

2010: non partita (9ª tappa)
- Giro d'Italia

2010: 15ª
2011: 41ª
2012: 3ª
2013: 5ª
2014: 15ª
2015: 9ª
2016: 2ª

### Competizioni mondiali
- Campionati del mondo

Mendrisio 2009 - In linea Elite: 15ª
Melbourne 2010 - Cronometro Elite: 6ª
Melbourne 2010 - In linea Elite: 21ª
Copenaghen 2011 - Cronometro Elite: 15ª
Copenaghen 2011 - In linea Elite: 72ª
Limburgo 2012 - Cronosquadre: vincitrice
Limburgo 2012 - Cronometro Elite: 2ª
Limburgo 2012 - In linea Elite: 16ª
Toscana 2013 - Cronosquadre: vincitrice
Toscana 2013 - Cronometro Elite: 4ª
Toscana 2013 - In linea Elite: 5ª
Ponferrada 2014 - Cronosquadre: vincitrice
Ponferrada 2014 - Cronometro Elite: 3ª
Ponferrada 2014 - In linea Elite: 12ª
Richmond 2015 - Cronosquadre: 2ª
Richmond 2015 - Cronometro Elite: 6ª
Richmond 2015 - In linea Elite: 24ª
Doha 2016 - Cronosquadre: vincitrice
- Giochi olimpici

Londra 2012 - In linea: 24ª
Rio de Janeiro 2016 - In linea: 12ª
Rio de Janeiro 2016 - Cronometro: 10ª